# Baia di Ballydonegan

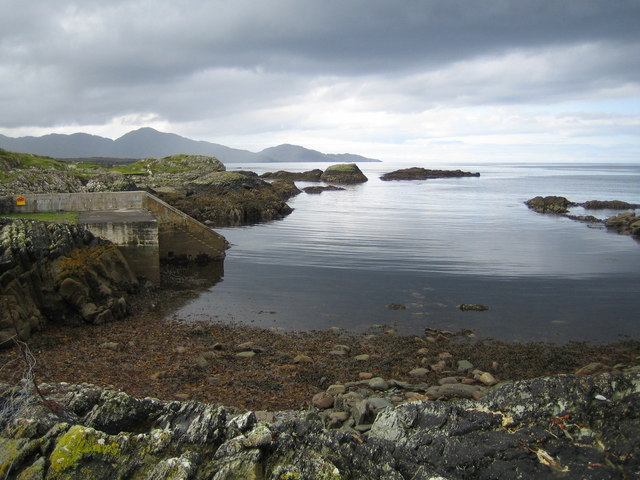
La baia dal porticciolo di Eyeries

La baia di Ballydonegan (Ballydonegan Bay in inglese) è una piccola insenatura della costa settentrionale della penisola di Beara, nella contea occidentale irlandese del Kerry. Contigua al ben più vasto Kenmare River, ha una forma a ferro di cavallo.